# Doenjang
Doenjang é um molho fermentada tradicional da cozinha coreana, que tem sido usado há séculos como fonte de proteína e ingrediente aromatizante na Coréia, como o missô no Japão e o tempeh na Indonésia. Trata-se de um alimento fermentado a base de grãos de soja e sal, que inibe a produção de lipopolissacarídeos da microbiota intestinal em ratos. Esta massa feita inteiramente de soja fermentada e salmuera costuma servir-se frite como um acompanhamento de platos de verdura e se emprega como molho para molhar. É um dos ingredientes essenciais na despensa de um cozinheiro doméstico coreano, junto com outros alimentos básicos como o molho de soja e o gochujang, a pasta de pimenta vermelha fermentada, doce e picante.
Às vezes, apresenta-se nos platos coreanos acompanhados de outros molhos e preparações como o gochujang para produzir o ssamjang. É frequente na preparação do doenjang a adição de massa de anchoas para intensificar o sabor do molho. Algumas variedades dos doenjangs podem conter grãos de soja inteiros ou pedaços de meju, o bloco de soja fermentada usado para fazer o doenjang.